# Hoofdgerecht

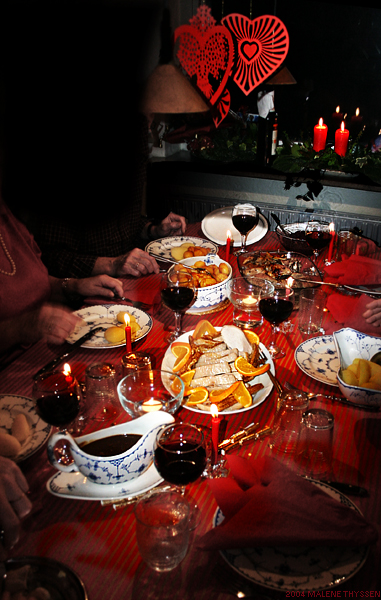
Hoofdgerecht van een kerstdiner in schalen op tafel.

Een hoofdgerecht wordt in de klassieke keuken als het belangrijkste deel van een diner gezien. Het kan als gang op een menukaart te vinden zijn.
Kenmerk van een hoofdgerecht is dat er nadruk op wordt gelegd door deze uitgebreider dan de andere gangen te serveren. In het Frans heet deze gang wel  "pièce de resistance".
Dit zwaarste deel van de maaltijd heeft traditioneel als hoofdbestanddeel vlees, gebraad of gevogelte. Daarbij kunnen groenten, sauzen en bijgerechten worden geserveerd. In de moderne keuken kan het "belangrijkste onderdeel van de maaltijd", het hoofdgerecht, ook bestaan uit vis of een groenteschotel. 